# إعادة ترتيب كورتيوس
إعادة ترتيب كورتيوس (أو تفاعل كورتيوس) هو تفاعل كيميائي ينسب إلى مكتشفه الكيميائي ثيودور كورتيوس Theodor Curtius الذي قام به سنة 1885، والذي يجرى فيه عملية تفكك حراري لمركب أزيد الأسيل إلى إيزوسيانات مع فقدان لغاز النتروجين.
تكون مجموعة الإيزوسيانات بعد ذلك عرضة لهجوم أنواع محبّة للنواة (نكليوفيلات) مثل الماء والكحول والأمينات لتعطي الأمينات الأولية والكربامات ومشتقات اليوريا على الترتيب. هناك العديد من المراجعات حول هذا الموضوع في الدوريات العلمية.

## اقرأ أيضاً
- تفاعل إعادة ترتيب
- إعادة ترتيب بكمان
- إعادة ترتيب نيبر
- إعادة ترتيب فريس
- تفكك بيرغمان